# Aventurile lui Andre și ale lui Wally B.
Aventurile lui Andre și ale lui Wally B.  (în engleză The Adventures of André & Wally B.) este un scurtmetraj de animație american din 1984 produs de Pixar, atunci o divizie a Lucasfilm care a fost redenumită ulterior Pixar înainte de a fi separată ca o companie în 1986. 
Animația filmului a fost realizată de John Lasseter - primul său proiect animat pe computer cu Lucasfilm - și, ca urmare a succesului acestui proiect și al altora, a devenit un director de creație important la Pixar. Scurtmetrajul a fost revoluționar după standardele vremii și a contribuit la stimularea interesului industriei cinematografice pentru animația pe computer. Filmul a fost lansat la 25 iulie 1984, la SIGGRAPH din Minneapolis.